# Партия первых наций Юкона
Партия первых наций Юкона (англ. Yukon First Nations Party) — ранее существовавшая канадская региональная партия, действующая на территории Юкон. Представляла интересы коренных канадских индейцев.

## История
Партия была зарегистрирована за три дня до выборов 2011 года на Юконе Джеральдом Диксоном-старшим, членом Первой нации Клуане. Диксон создал партию при поддержке нескольких старейшин коренных народов, которые чувствовали, что на их проблемы власти не обращают внимания. 
Партия первых наций Юкона верила в сохранение традиционных законов уважения, чести, любви, сострадания и гармонии.  Джеральд Диксон-старший считал важным восстановление традиционного образа жизни и законов коренных народов:

И только партия коренных народов может по-настоящему представлять эти ценности. Независимо от того, кого они нанимают в Либеральной партии, НДП или Партии Юкона, они не собираются говорить от нашего имени о традиционных законах и тому подобном. Что я хочу сделать, так это привнести то самое уважение на сушу и воду.Оригинальный текст (англ.)And only a First Nations party can truly represent these values.

Партия не выставляла кандидатов на всеобщие выборы на Юконе в 2016 году, вследствие чего была лишена регистрации агентством Elections Yukon.

## Результаты на выборах
| Выборы | Лидер                   | %    | Мест    | Кандидатов |
| ------ | ----------------------- | ---- | ------- | ---------- |
| 2011   | Джеральд Диксон-старший | 0,50 | 0 из 19 | 2 из 19    |